# Tipula thais
Tipula thais är en tvåvingeart som beskrevs av Mannheims 1963. Tipula thais ingår i släktet Tipula och familjen storharkrankar. Inga underarter finns listade i Catalogue of Life.